# Heberto Castillo Martínez
Heberto Castillo Martínez är en ort i Mexiko.   Den ligger i kommunen Ixhuatlán de Madero och delstaten Veracruz, i den sydöstra delen av landet, 180 km nordost om huvudstaden Mexico City. Heberto Castillo Martínez ligger 157 meter över havet och antalet invånare är 147.
Terrängen runt Heberto Castillo Martínez är kuperad åt sydväst, men åt nordost är den platt. Heberto Castillo Martínez ligger nere i en dal. Runt Heberto Castillo Martínez är det ganska tätbefolkat, med 100 invånare per kvadratkilometer. Närmaste större samhälle är Tlachichilco, 17,9 km sydväst om Heberto Castillo Martínez. I omgivningarna runt Heberto Castillo Martínez växer huvudsakligen savannskog.